# The Rise of the Creative Class
The Rise of the Creative Class est un essai sociologique de Richard Florida publié en 2002. Il étudie l'importance croissante de l'économie créative.